# Loranthaceae
Loranthaceae é uma família de angiospermas eudicotiledôneas que faz parte da ordem Santalales. Algumas sinapomorfias citadas nessa ordem são: a presença de ácidos graxos poliinsaturados de cadeias longas, e o posicionamento dos óvulos, com placentação central livre. As plantas da família Loranthaceae são conhecidas como erva-de-passarinho, uma vez que seus frutos carnosos servem de alimento para várias espécies de aves, que atuam na dispersão de suas sementes . Consiste em um grupo de plantas hemiparasitas, normalmente parasitando o caule, galhos ou raízes de árvores maiores, sendo chamadas, nesse caso, de epífitas, portanto, consideradas pragas que afetam as árvores que parasitam, devido a ação das suas raízes modificadas em haustório, que danificam o lenho.

## Diversidade Taxonômica
A família Loranthaceae é uma das dezoito pertences a ordem Santalales, sendo portanto uma eudicotiledônea. Loranthaceae é composta por 73 gêneros e novecentas espécies, que são encontradas em todo o mundo, sendo caracterizada como uma família de distribuição cosmopolita. São conhecidas no Brasil como erva-de-passarinho, possuindo em solo brasileiro doze gêneros e 129 espécies, sendo 69 delas endêmicas.

## Morfologia

### Hábitos
As plantas da família Loranthaceae são plantas lenhosas, ou seja, possuem crescimento secundário e a formação de um cilindro vascular; podendo ser arbóreas ou arbustivas. A morfologia geral de Loranthaceae consiste com sua característica de serem, no geral, hemiparasitas de baixa especificidade, ou seja, produzem clorofila para a fotossíntese e podem parasitar várias espécies. Elas costumam ser encontradas nos troncos de outras árvores, com seus caules formando pontos de conexão secundários com o hospedeiro. Nesses pontos de conexão, as vascularizações de ambas as plantas se misturam em um sistema ramificado, formando estruturas em forma de cálice no hospedeiro. Costumam parasitar o xilema, mas as vezes alcançam também o floema do hospedeiro . Apesar da maioria das espécies parasitar caules, acredita-se atualmente que a característica basal deste grupo é parasitar raízes, uma vez que o gênero Nutsya é o grupo irmão dessa família e possui essa característica, assim como os outros nós basais da filogenia de Loranthaceae .

### Folhas
Possuem folhas com filotaxia oposta, normalmente de aparência grossa e frágil, se despedaçando com facilidade quando secas. As folhas possuem margens contínuas e venação paralela longitudinal, porém pouco visíveis .

### Flores
As inflorescências podem se dar de forma terminal ou axilar . O pedicelo costuma se alargar no ápice, formando uma estrutura em forma de cúpula (Suaza-Gaviria et al. 2016 apud APWeb). Flores 6-meras são consideradas o caractere plesiomórfico, mas tem a ocorrência de flores 4-5-meras em maior quantidade, e alguns grupos até com flores 7-8-meras, como em Atkinsonia e Notanthera (Kuijt 2010 apud APWeb). A corola possui pétalas normalmente alongadas e cilíndricas, separadas umas das outras e com cores vibrantes como vermelho e laranja na maioria dos casos, e são monoclamídeas. Os estames são inseridos na corola em dois pontos, e o gineceu pode possuir três ou quatro carpelos, com sete a doze óvulos (Cronquist 1981 apud APWeb). O ovário é inferior, formando frutos carnosos quando fecundado, e normalmente possuem uma bráctea ao lado do mesmo.

### Frutos
Os frutos podem ser de várias cores, sendo do tipo bacáceo (semelhante à baga) e globosos (Reif e Andreata 2011), chamados em inglês de “berry.” Frutos desse tipo possuem o epicarpo carnoso e o mesocarpo viscoso, onde se aderem as sementes (Reif e Andreata 2011). Podem possuir cores vibrantes ou sulcos no fruto, com uma provável função de atrair as aves frugíveras que dispersam sementes (Nickrent et. al 2010).

## Relações Filogenéticas

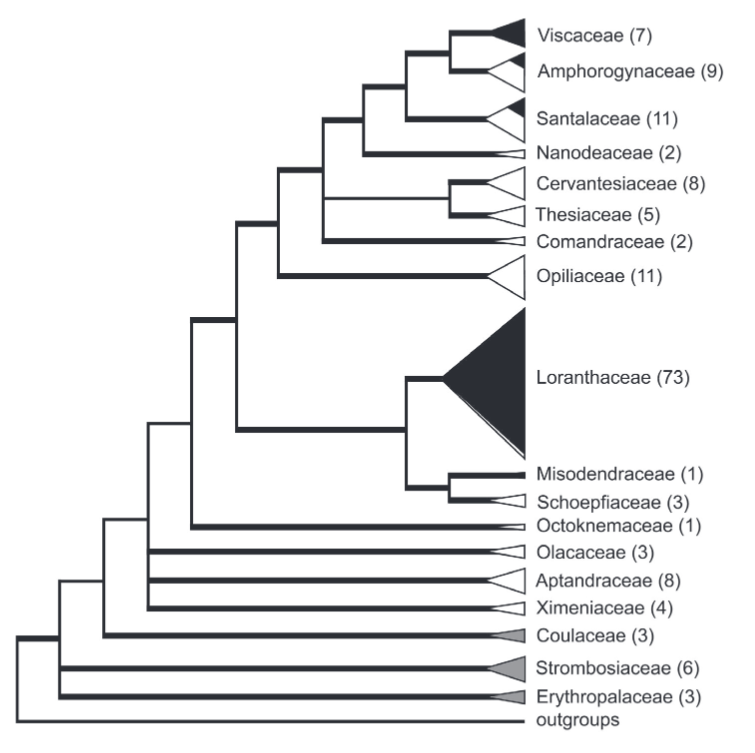
Árvore filogenética da ordem Santalales

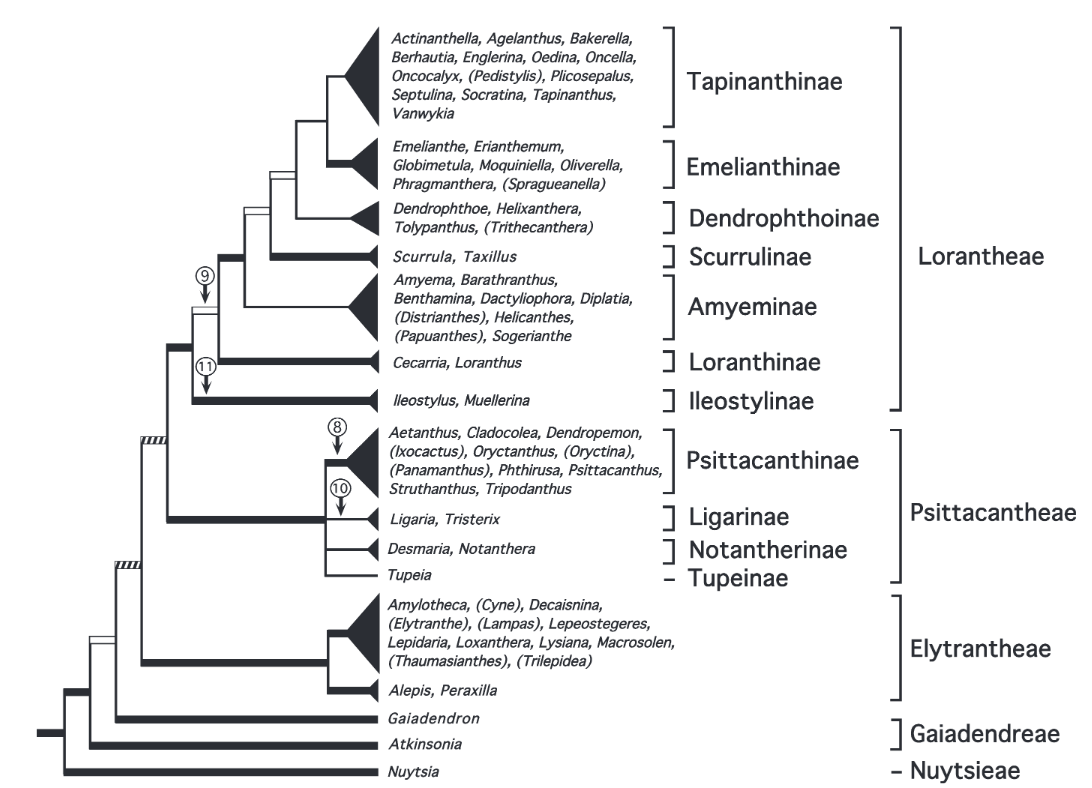
Árvore mostrando as relações entre a família Loranthaceae, mostrando as tribos e subtribos

Loranthaceae é umas das dezoito famílias da Ordem monofilética Santalales, sendo a que apresenta o maior número de gêneros (73). 
Essa família é classificada como monofilética e, de acordo com análises moleculares, é clado irmão das famílias Schoepfiaceae e Misodendraceae (Nickrent et. al 2010). Dentro da família Loranthaceae, as relações filogenéticas entre os gêneros ainda estão sendo esclarecidas  (APWeb). Apenas três dos setenta e três gêneros, Nuytsia, Atkinsonia e Gaiadendron, são tidos como clados basais e são parasitas de raiz, enquanto a maioria dos gêneros representantes dessa família são parasitas de troncos de árvores (APWeb). O gênero Nuytsia é considerado clado irmão dos demais gêneros da família, no entanto a posição de Atkinsonia e Gaiadendron ainda estão incertas  (APWeb).
Loranthaceae é dividida em cinco tribos, sendo que algumas delas possuem subtribos, são elas:
| Tribo          | Subtribo        | Gênero |
| -------------- | --------------- | --- |
| Nuytsieae      | -               | Nuytsia |
| Gaiadendreae   | -               | Atkinsonia e Gaiadendron |
| Elyantheae     | -               | Alepis, Amylotheca, Cyne, Decaisnina, Elytranthe, Danser, Lepeostegeres, Lepidaria, Loxanthera, Lysiana, Macrosolen, Peraxilla, Thaumasianthes e Trilepidea.   |
| Psittacantheae | Tupeinae        | Tupeia |
| Psittacantheae | Notantherinae   | Desmaria e Notanthera |
| Psittacantheae | Ligarinae       | Ligaria e Tristerix |
| Psittacantheae | Psittacanthinae | Aetanthus, Cladocolea, Dendropemon, Ixocactus, Oryctanthus, Oryctina, Panamanthus, Phthirusa, Psittacanthus, Struthanthus e Tripodanthus                       |
| Lorantheae     | Ileostylinae    | Ileostylus e Muellerina |
| Lorantheae     | Loranthinae     | Cecarria e Loranthu |
| Lorantheae     | Amyeminae       | Amyema, Barathranthus, Benthamina, Dactyliophora, Diplatia, Distrianthes, Helicanthes, Papuanthes e Sogerianthe                                                |
| Lorantheae     | Scurrulinae     | Scurrula e Taxillus |
| Lorantheae     | Dendrophthoinae | gêneros Dendrophthoe, Helixanthera, Tolypanthus e Trithecanthera                                                                                               |
| Lorantheae     | Emelianthinae   | Emelianthe, Erianthemum, Globimetula, Moquiniella, Oliverella, Phragmanthera e Spragueanella                                                                   |
| Lorantheae     | Tapinanthinae   | Actinanthella, Agelanthus, Bakerella, Berhautia, Englerina, Oedina, Oncella, Oncocalyx, Pedistylis, Plicosepalus, Septulina, Socratina, Tapinanthus e Vanwykia |

## Biogeografia, Evolução e Genômica
O número de cromossomos é bem conservado na família, sendo x = 12 em grande parte dos gêneros de Loranthaceae, podendo no entanto haver redução deste número em algumas espécies (x = 11, 10, 9 e 8). As tribos Nuytsieae e Elytrantheae ambas possuem número de cromossomos x = 12, enquanto que Lorantheae possui número de cromossomos x = 9. Poliploidia aparenta ser incomum na família, ocorrendo em somente 1% das espécies estudadas.
Durante o Cretáceo, Loranthaceae apresentava uma ampla distribuição através da Gondwana, tendo adquirido ampla diversidade morfológica neste período. Durante o Eoceno, acredita-se que houve o surgimento do parasitismo de raízes e, posteriormente, aéreo. Deste período até o Oligoceno, cerca de 28 milhões de anos atrás, período no qual os continentes Austrália, Antártica e América do Sul ainda estavam unidos, é possível que as interações entre Meliphagidae (família de pássaros australianos) e Loranthaceae tenham começado, permitindo a dispersão destes parasitas até a Nova Zelândia e diversificação das mesmas. Vale destacar que durante o Oligoceno, teria ocorrido a dispersão de Loranthaceae através da Antártica até a América do Sul.
Ao longo das ondas de dispersão decorrentes pela Australásia, houve eventualmente a chegada da família Loranthaceae na África. Acredita-se que este ancestral (x = 9) sofreu uma adaptação radiativa, que gerou a subtribo Loranthinae. Adaptações reprodutivas nas flores e sementes evoluíram com a interação destas parasitas com Nectariniidae e Dicaeidae, famílias de pássaros que intensificaram a dispersão e diversificação de Loranthaceae através da Ásia e África durante o Terciário. A distribuição atual das espécies reflete a formação de continentes e massas de Terra ao longo do hemisfério Sul.

## Ocorrência no Brasil

### Lista de Espécies
Família Loranthaceae Juss.
Gênero Cladocolea Tiegh.
Cladocolea alternifolia (Eichler) Kuijt
Cadocolea micrantha (Eichler) Kuijt
Cladocolea rostrifolia Kuijt
Gênero Gaiadendron G.Don
Gaiadendron punctatum (Ruiz & Pav.) G.Don
Gênero Ligaria Tiegh.
 Ligaria cuneifolia (Ruiz & Pav.) Tiegh.
 Ligaria teretiflora (Rizzini) Kuijt
Gênero Oryctanthus (Griseb.) Eichler
Oryctanthus alveolatus (Kunth) Kuij
Oryctanthus florulentus (Rich.) Tiegh.
Oryctanthus phthirusoides Rizzini
Gênero Oryctina Tiegh.
Oryctina quadrangularis Kuijt
Oryctina scabrida (Eichler) Tiegh.
Oryctina subaphylla Rizzini
Gênero Passovia H.Karst.
Passovia bisexualis (Rizzini) Kuijt
Passovia brasiliana Kuijt
Passovia disjectifolia (Rizzini) Kuijt
Passovia ensifera Kuijt
Passovia myrsinites (Eichler) Tiegh.
Passovia nitens (Mart.) Tiegh.
Passovia ovata (Pohl ex DC.) Tiegh.
Passovia pedunculata (Jacq.) Kuijt
Passovia podoptera (Cham. & Schltdl.) Kuijt
Passovia pycnostachya (Eichler) Tiegh.
Passovia pyrifolia (Kunth) Tiegh.
Passovia rufa (Mart.) Tiegh.
Passovia santaremensis (Eichler) Tiegh.
Passovia stenophylla (Eichler) Tiegh.
Passovia theloneura (Eichler) Tiegh.
Gênero Peristethium Tiegh.
Gênero Phthirusa Mart.
Phthirusa clandestina (Mart.) Mart.
Phthirusa macrophylla (Kuijt) Kuijt
Gênero Psittacanthus Mart.
Psittacanthus acevedoi Kuijt
Psittacanthus acinarius (Mart.) Mart.
Psittacanthus amazonicus (Ule) Kuijt
Psittacanthus atrolineatus Kuijt
Psittacanthus baguensis Kuijt
Psittacanthus bergii Kuijt
Psittacanthus biternatus (Hoffmanns.) G.Don
Psittacanthus bolbocephalus Kuijt
Psittacanthus brachynema Eichler
Psittacanthus brachypodus Kuijt
Psittacanthus brasiliensis (Desr.) G.Don
Psittacanthus carnosus Kuijt
Psittacanthus cinctus (Mart.) Mart.
Psittacanthus clusiifolius Willd. ex Eichler
Psittacanthus cordatus (Hoffmanns.) G.Don
Psittacanthus crassifolius (Mart.) Mart.
Psittacanthus crassipes Kuijt
Psittacanthus cucullaris (Lam.) G.Don
Psittacanthus dentatus Kuijt
Psittacanthus dichroos (Mart.) Mart.
Psittacanthus duckei Rizzini
Psittacanthus elegans Kuijt
Psittacanthus eucalyptifolius (Kunth) G.Don
Psittacanthus excrenulatus Rizzini
Psittacanthus geniculatus Kuijt
Psittacanthus grandifolius (Mart.) Mart.
Psittacanthus irwinii Rizzini
Psittacanthus lamprophyllus Eichler
Psittacanthus leptanthus A.C.Sm.
Psittacanthus montis-neblinae Rizzini
Psittacanthus nodosissimus Rizzini
Psittacanthus ovatus Kuijt
Psittacanthus peculiaris A.C.Sm.
Psittacanthus peronopetalus Eichler
Psittacanthus plagiophyllus Eichler
Psittacanthus pluricotyledonarius Rizzini
Psittacanthus pustullosus Rizzini
Psittacanthus redactus Rizzini
Psittacanthus robustus (Mart.) Mart.
Psittacanthus rugostylus Kuijt
Psittacanthus salvadorensis Kuijt
Psittacanthus tenellus Kuijt
Gênero Pusillanthus Kuijt
Pusillanthus pubescens (Rizzini) Caires
Gênero Struthanthus Mart.
Struthanthus acuminatus (Ruiz & Pav.) Blume
Struthanthus andersonii Kuijt
Struthanthus andrastylus Eichler
Struthanthus armandianus Rizzini
Struthanthus attenuatus (Pohl ex DC.) Eichler
Struthanthus calobotrys Eichler
Struthanthus concinnus (Mart.) Mart.
Struthanthus confertus (Mart.) Mart.
Struthanthus cuspidatus (Mart.) Mart.
Struthanthus dorothyi Rizzini
Struthanthus elegans (Mart.) Mart.
Struthanthus flexicaulis (Mart.) Mart.
Struthanthus glomeriflorus Eichler
Struthanthus hamatilis Rizzini
Struthanthus harlingianus Rizzini
Struthanthus hartwegii (Benth.) Standl.
Struthanthus hoehnei K.Krause
Struthanthus ibegei Rizzini
Struthanthus involucratus Rizzini
Struthanthus jatibocensis Rizzini
Struthanthus longiflorus Rizzini
Struthanthus marginatus (Desr.) Blume
Struthanthus maricensis Rizzini
Struthanthus martianus Dettke & Waechter
Struthanthus megalopodus Rizzini
Struthanthus melanopotamicos Rizzini
Struthanthus microstylus Rizzini
Struthanthus nigricans Eichler
Struthanthus orbicularis (Kunth) Blume
Struthanthus pentamerus Rizzini
Struthanthus phillyreoides (Kunth) Blume
Struthanthus planaltinae Rizzini
Struthanthus polyanthus (Mart.) Mart.
Struthanthus polyrhizus (Mart.) Mart.
Struthanthus prancei Kuijt
Struthanthus pusillifolius Rizzini
Struthanthus radicans (Cham. & Schltdl.) Blume
Struthanthus retusus Blume ex Roem. & Schult.
Struthanthus rhynchophyllus Eichler
Struthanthus rubens (Mart.) Mart.
Struthanthus rufo-furfuraceus Rizzini
Struthanthus salicifolius (Mart.) Mart.
Struthanthus salzmanni Eichler
Struthanthus savannae Rizzini
Struthanthus sessiliflorus Kuijt
Struthanthus spathulatus Rizzini
Struthanthus staphylinus (Mart.) Mart.
Struthanthus syringifolius (Mart.) Mart.
Struthanthus taubatensis Eichler
Struthanthus tetraquetrus (Mart.) Mart.
Struthanthus tortistylus Kuijt
Struthanthus uraguensis (Hook. & Arn.) G.Don
Struthanthus volubilis Rizzini
Gênero Tripodanthus (Eichler) Tiegh.
Tripodanthus acutifolius (Ruiz & Pav.) Tiegh.
Lista retirada do site: <http://reflora.jbrj.gov.br/reflora/listaBrasil/> consultado em 12/12/2017.

### Domínios

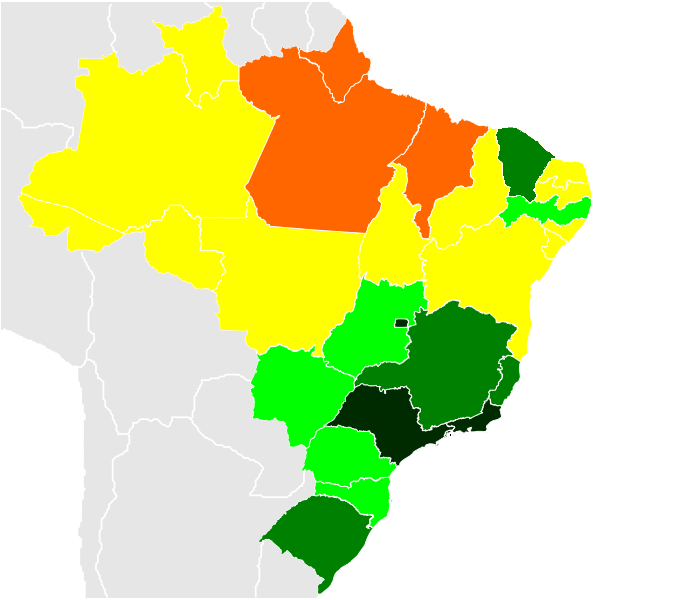
Mapa com os estados de ocorrência da família

A família Loranthaceae é encontrada em grande parte do território brasileiro, nos seguintes domínios fitogeográficos: Amazônia, Caatinga, Cerrado, Mata Atlântica, Pampa e Pantanal.
As espécies brasileiras são encontradas em diferentes tipos de vegetação, sendo elas: área antrópica, caatinga (stricto sensu), campinarana, campo de altitude, campo limpo, campo rupestre, carrasco, cerrado (lato sensu), floresta ciliar ou galeria, floresta de igapó, floresta de terra firme, floresta de várzea, floresta estacional decidual, floresta estacional semidecidual, floresta pluvial, floresta ombrófila mista, manguezal, restinga, savana amazônica e vegetação sobre afloramentos rochosos (Flora do Brasil 2017).

### Estados
A família Loranthaceae ocorre em todo o território brasileiro. No Norte do país, sua ocorrência foi documentada nos Estados do Acre, Amazonas, Amapá, Pará, Rondônia, Roraima e Tocantins. No Nordeste, ocorre nos Estados de Alagoas, Bahia, Ceará, Maranhão, Paraíba, Pernambuco, Piauí, Rio Grande do Norte e Sergipe.  Na região Centro-Oeste, ocorre no Distrito Federal, Goiás, Mato Grosso do Sul e Mato Grosso. Na região Sudeste, ocorre nos Estados do Espírito Santo, Minas Gerais, Rio de Janeiro, São Paulo. No Sul do país, os registros são dos Estados do Paraná, Rio Grande do Sul e Santa Catarina (Flora do Brasil 2017).